# Sagarroi
Sagarroi fue un grupo musical vasco, fundado en 2001 por Iñigo Muguruza. En un principio era un power trio de rock y hardcore. Con la incorporación de Asier Ituarte (trombón) giraron en sonido hacia el ska-punk y más adelante hacia ritmos más mestizos con mezclas de rock y música caribeña, parecido al sonido del anterior grupo de Iñigo: Joxe Ripiau.

## Historia
Sagarroi nació como grupo a comienzos de 2001, cuando Joxe Ripiau se disolvió, aunque Iñigo Muguruza ya tenía en mente el realizar un proyecto de rock y hardcore. La idea comenzó a cuajar en Iñigo al ir descartando muchas canciones que no encajaban con el estilo de Joxe Ripiau. El nombre del grupo está inspirado en un poema de Joseba Sarrionandia, «Sagarroiak», del que realizarían dos versiones.
En torno a 2000, antes de la separación de Joxe Ripiau, Iñigo ya había concretado con dos jóvenes músicos el realizar un nuevo proyecto. Al principio pensó en aumentar el número de miembros de la banda, pero finalmente decidieron aparcar el proyecto. Iñigo reclutó entonces a Gorka Baskaran (baterista entonces en los grupos Gataska y Be Quiet) y Carlos Zubikoa (bajista, entonces en Apurtu) para dar forma a Sagarroi. A Carlos le conoció en la academia en la que Iñigo imparte clases de guitarra y armonía, mientras que Gorka le conoció en un concierto de Be Quiet.
En abril de 2001 entraron a grabar en los estudios Garate de la mano de Kaki Arkarazo. Se presentaron con once temas propios y tres versiones, «En el claro de la luna» de Silvio Rodríguez, «Homo homini lupus» («El hombre es un lobo para el hombre») de Beti Mugan y «Bizitza triste eta ederra» («Vida triste y hermosa») de los propios Joxe Ripiau. El resultado fue Meatzaldea («Zona minera»), editado por la discográfica Metak, heredera de Esan Ozenki, de la que Iñigo fue miembro fundador. El grupo citó entre sus referencias a Hard Ons, Fugazi o Pixies. Así, el sonido era un tour de force al anterior sonido festivo de Joxe Ripiau:

«Pues sí, parece la otra cara de la moneda. Si Ripiau era soleado, aquí llega la sombra. Este disco mira al otro lado, que también existe. Por eso el título: ‘Meatzaldea’, zona minera. En portada va una foto de mineros de Gallarta, y en la contraportada se ve a uno entrando en el pozo. Es un viaje a las tinieblas.»

Al álbum siguió una extensa gira de presentación, que les llevó por muchos lugares del País Vasco y Navarra, Madrid, Barcelona y Europa, como Suiza, Zagreb o Belgrado. En septiembre de 2001 el grupo se embarcó para una mini gira por Cuba.
En marzo de 2002 entró en el grupo el trombonista Asier Ituarte, quien fuera miembro de Joxe Ripiau, con lo que el sonido de Sagarroi evolucionó hacia ritmos caribeños, abandonado el hardcore. La primera muestra del cambio de sonido fue a ritmo de ska-core con el tema «Topa!» del CD 25 urte, 25 amets («25 años, 25 sueños»), recopilatorio editado por la Federación de Comparsas de Bilbao con motivo de su vigésimo quinto aniversario. El tema fue incluido como canción extra en el siguiente álbum de la banda.
En septiembre de 2002 volvieron a los escenarios con una gira europea que les llevó por Suiza, Eslovenia, Croacia y Serbia.
En el 2003 ve la luz su segundo trabajo “Euria ari duela” (Metak) ya con la participación del trombonista Asier Ituarte (antes en Eskandalo publiku, Txatanuga Futz Band y Joxe Ripiau) que pasa a formar parte del grupo. En este trabajo se empieza a apreciar el giro natural de la banda desde la crudeza sonora del hardcore de “Meatzaldea” a sonidos más cálidos y luminosos con influencias skatalíticas y caribeñas. Con este disco en una mano y los instrumentos en la otra Sagarroi se echa a la carretera y presenta su música por Euskal Herria, Cataluña, por diversas ciudades del resto de España, Francia, Suiza, Croacia, Eslovenia, Serbia e Italia.
“Toulouse” el tercer trabajo de la banda se edita en el 2004, también de la mano de Metak. Tanto el título como la foto de Anthony Quinn en la portada nos remiten al mestizaje más plural, tanto en experiencias e influencias musicales, como en letras que hablan de viajes, diversidad, etc. En este álbum de Sagarroi vemos equilibrados calidad y frescura. El reggae, ska, cumbia, dance hall, guaguancó y los sonidos balcánicos tienen su sitio en “Toulouse”, sin perder la elegancia y la identidad de la banda. Las letras son de Iñigo Muguruza, vitalistas y coloristas, comprometidas con la realidad que a veces nos golpea implacable.
Con este trabajo la banda amplia sus horizontes y consigue compartir su música con un público más amplio, realizando tour-s por Alemania, Suiza…
En el 2005 la banda lleva a cabo un proyecto extraordinario, adentrándose en el mundo del teatro. Iñigo Muguruza, inquieto como siempre, intelectualmente excitado tras la lectura de “Me llamo Ezequiel y así será siempre” del músico y escritor Martxel Mariscal, decide sorprendernos con un nuevo proyecto, junto a la fábrica de teatro imaginario (FTI) y PCs de colores. Se trata de una obra teatral musicada en euskera, a la que titularon “Ezekiel”. Este trabajo obtuvo el accésit de la “Korrika Kulturala” del 2005 posibilitando su producción y divulgación por toda Euskal Herria.
En el 2006 ve la luz el hasta ahora último trabajo de Sagarroi “Baleike” (es posible), el disco más reciente, el más fresco. El primero con el sello Kasba music (Barcelona). Descrito como un disco de ultramar, lleno de ska, reggae, cumbia… En Baleike encontraremos una novedosa voz, Miren Gaztañaga, nueva componente del grupo. Las letras están escritas por Iñigo Muguruza, letras que hablan de la vida, llenas de color y comprometidas con los tiempos actuales,  dándonos una sacudida eléctrica a veces. Este disco, grabado en el puerto de Ondarroa (Estudio Santos) que lo impregnó de salitre, con un espíritu viajero, alegre y consciente, llevó a la banda hasta escenarios nipones, compartiendo sus canciones con el público japonés en la “Sagarroi Japan Tour 2006”. A comienzos del 2008, tras el corto pero dulce paso de Iban Zugarramurdi a la batería, se incorpora definitivamente Iban Larreboure como nuevo batería y componente del grupo.
En diciembre del 2008 Sagarroi realiza su -hasta la fecha- último tour, bautizado por la banda como “Mockba-tik Moskura” que les llevó a actuar en varias salas de la capital Rusa.
Actualmente Sagarroi está inmerso en la gestación del que será su próximo trabajo, que llevará el título “Haikua” y será totalmente auto-producido por la banda.
En el año 2009, se graba el disco "Haikua", el quinto trabajo de la banda vasca. Se trata de un disco acústico que reúne 13 canciones y un videoclip, el primero que publican con su propio sello “Sagarroi Ekoizpenak”. Musicalmente podemos decir que es un trabajo valiente, dulce y redondo. La banda mezcla con mimo los haikus, que forman las letras de todas las canciones, en sus coordenadas de ska, reggae, bossanova.
Este disco se ha grabado en los estudios Gárate de la mano de Kaki Arkarazo. La característica más significativa de este trabajo es que será acústico y que todas las letras de todas las canciones serán haikus. El haiku es una forma poética de la tradición Japonesa , un poema breve formado por tres frases que suman diecisiete sílabas. Muchos autores latinoamericanos han escrito haikus entrañables y célebres, como Julio Cortázar o Mario Benedetti. Los haikus que conforman este nuevo trabajo de la banda han sido expresamente escritos para la ocasión por Karmele Jaio e Iñigo Muguruza.
El 25 de marzo de 2010 dio el siguiente comunicado: 

Tras 10 años de actividad artística, el grupo musical Sagarroi hemos decidido dar por concluida nuestra carrera. Ha sido una década de conciertos entrañables por los escenarios de Euskalherria, Catalunya, Galicia, Madrid,  Alemania, Cuba, Suiza, Croacia, Eslovenia, Serbia, Italia, Rusia, Japon…En estos dos lustros hemos editado cinco discos: Meatzaldea( Metak 2001), Euria ari duela (Metak 2003), Toulouse(Metak, 2004), Baleike (Kasba, 2006) y Haikua (autoproducido, 2008)También producimos y escenificamos junto con la Fabrica de Teatro Imaginario y Peces de Colores la obra de teatro musicada Ezekiel, basada en el libro Me llamo Ezequiel y así será siempre de Martxel Mariscal.Queremos especialmente agradecer a todos los que nos han acompañado en este recorrido, y no queremos dar nombres porque son muchos y nos dejaríamos alguno seguro.Dejamos nuestro legado para el que no nos llegó a conocer.¡Nos veremos en otra aventura, seguro!BETIRA ARTE (HASTA SIEMPRE), SAGARROI! Fdo. Iñigo Muguruza, Carlos Zubikoa, Asier Ituarte, Miren Gaztañaga, Iban Larreboure eta Jon Amallobieta.

## Miembros
- Iñigo Muguruza - Voz y guitarra
- Carlos Zubikoa - Bajo
- Iban Larreboure (desde 2008) - Batería
- Asier Ituarte (desde 2002) - Trombón y melódica
- Miren Gaztañaga (desde 2007) - Voz y coros

### Otros miembros
- Gorka Baskaran (2001-2007) - Batería
- Iban Zugarramurdi (2007-2008) - Batería

## Discografía

### Álbumes
- Meatzaldea (Metak, 2001)
- Euria ari duela (Metak, 2003)
- Toulouse (Metak, 2004)
- Baleike (Kasba Music, 2007)
- Haikua (Sagarroi Produkzioak, 2009)

### Participaciones en recopilatorios
- «Topa!», en 25 urte, 25 amets (Federación de Comparsas de Bilbao, 2002)